# Les Vestiges du chaos
Albums de Christophe
Intime
(2014) Christophe, Etc.
(2019)
Les vestiges du Chaos est le quinzième et dernier album studio original de Christophe sorti le 8 avril 2016. Jean-Michel Jarre, auteur des Mots bleus et des Paradis perdus a écrit avec Christophe les paroles du titre Les Vestiges du chaos qui a donné son nom à l'album. Le titre Lou est un hommage à Lou Reed, on y entend un extrait d'une interview de Lou Reed réalisée par Hanneke Groenteman en 2001. Il y a aussi un duo avec Alan Vega (Suicide) du nom de Tangerine.
L’album reçoit un disque d’or le 5 août 2016 pour 50 000 exemplaires vendus. En fin d'exploitation, la galette s’est écoulé à 60 000 exemplaires.
Le metteur en scène et chorégraphe Michel Schweizer a conçu une performance interprétée en duo avec Zakary Bairi autour de cet album. Créée au Festival Discotake, la performance hommage à Christophe s'intitulait Beau Bizarre.

## Liste des titres de l'album
| No  | Titre                                            | Paroles                                       | Musique                                         | Durée |
| --- | ------------------------------------------------ | --------------------------------------------- | ----------------------------------------------- | ----- |
| 1.  | Définitivement                                   | Julia Pello, Maud Nadal                       | Christophe                                      | 2:42  |
| 2.  | Océan d'amour                                    | Christophe, Laurie Darmon                     | Christophe, Christophe Van Huffel               | 4:17  |
| 3.  | Stella Botox                                     | Christophe, Laurie Darmon                     | Bot'Ox, Christophe                              | 3:57  |
| 4.  | Lou                                              | Christophe, Claire Le Luhern, Muriel Teodori  | Christophe                                      | 4:06  |
| 5.  | Dangereuse                                       | Christophe, Claire Le Luhern                  | Christophe, Christophe Van Huffel               | 3:48  |
| 6.  | Tangerine (en duo avec Alan Vega)                | Alan Vega, Daniel Bélanger                    | Christophe, Christophe Van Huffel, Marc Hurtado | 4:46  |
| 7.  | Drone                                            | Daniel Bélanger                               | Christophe                                      | 4:11  |
| 8.  | Tu te moques                                     | Laurie Darmon, Maud Nadal                     | Christophe, Christophe Van Huffel               | 3:33  |
| 9.  | Les Mots fous                                    | Christophe, Isabelle Prim, Vahéna Menras      | Christophe                                      | 4:08  |
| 10. | Les Vestiges du chaos                            | Christophe, Jean-Michel Jarre                 | Christophe, Christophe Van Huffel               | 4:50  |
| 11. | E justo (avec la participation d'Anna Mouglalis) | Catherine Pozzi, Christophe, Lucie Bevilacqua | Christophe, Pascal Charpentier                  | 5:13  |

### Pistes bonus
| No  | Titre                                   | Paroles                                | Musique                                         | Durée |
| --- | --------------------------------------- | -------------------------------------- | ----------------------------------------------- | ----- |
| 12. | Ange sale                               | Boris Bergman                          | Christophe                                      | 4:48  |
| 13. | Mes nuits blanches (en duo avec Orties) | Antha Orties, Christophe, Kincy Orties | Christophe, Christophe Van Huffel, Kincy Orties | 3:21  |

CD BONUS - EDITION SPECIAL FNAC avril 2016
| No | Titre       | Paroles                           | Musique    | Durée |
| -- | ----------- | --------------------------------- | ---------- | ----- |
| 1. | Interview 3 | Christophe, Christophe Van Huffel | Christophe | 2:54  |

## Musiciens principaux
- Christophe : voix, piano, programmations, synthétiseurs, chœurs
- Christophe Van Huffel : guitares, synthétiseurs, programmations, piano, percussions, wurlitzer
- Rachel Boirie : guitare basse
- Cyril Atef : batterie, percussions
- Maxime Le Guil : programmations
- Emmanuel Maré : batterie
- Clément Ducol : piano, synthétiseur, direction cordes
- Christophe Minck : miniMoog
- Pascal Charpentier : piano